# Mémorial Rubinstein

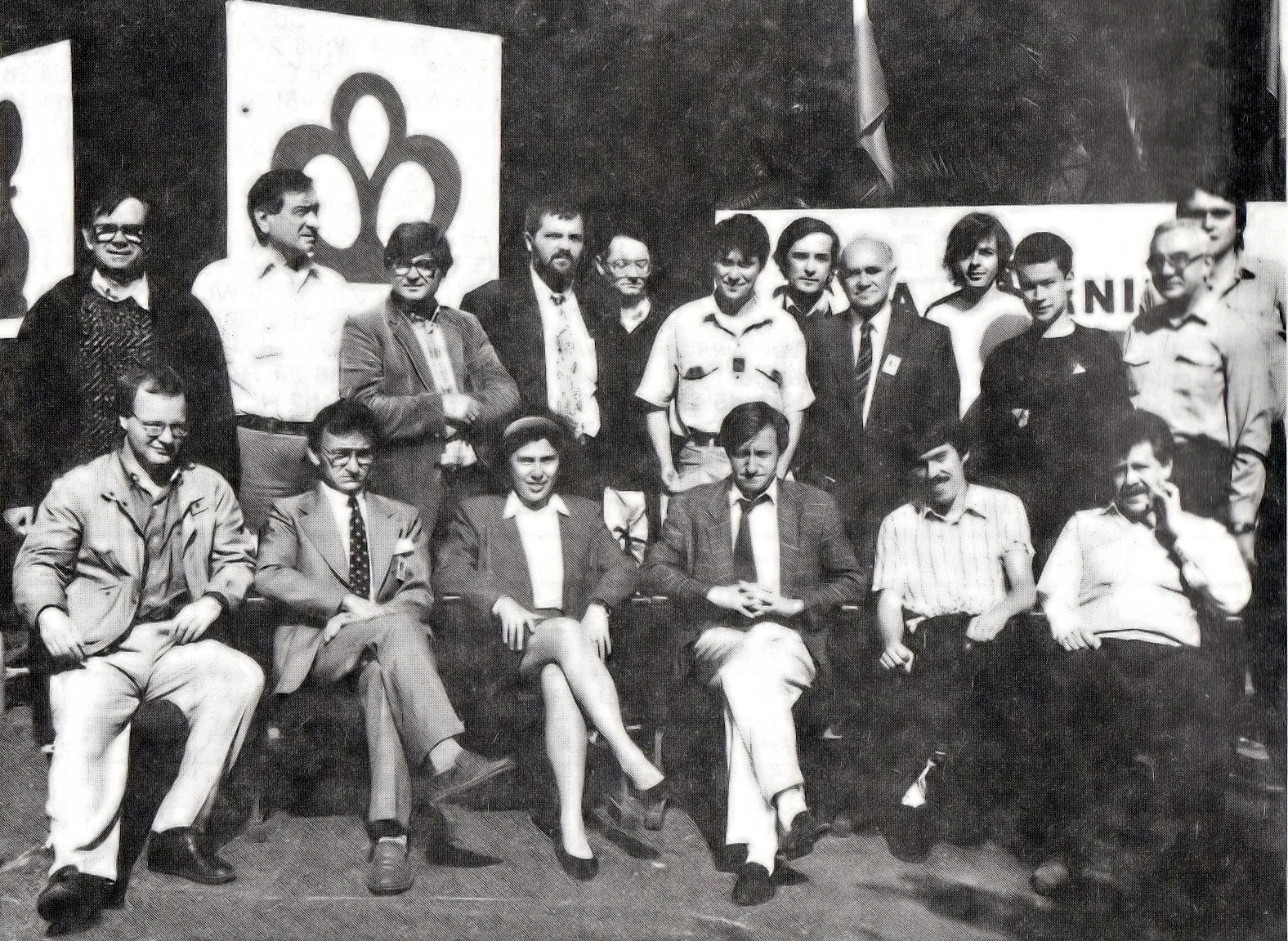
Participants au mémorial Rubinstein en 1991.

Le mémorial Rubinstein est un tournoi international d'échecs organisé  depuis 1963 à Polanica-Zdrój en hommage au champion d'échecs polonais Akiba Rubinstein.

## Multiples vainqueurs
3 victoires

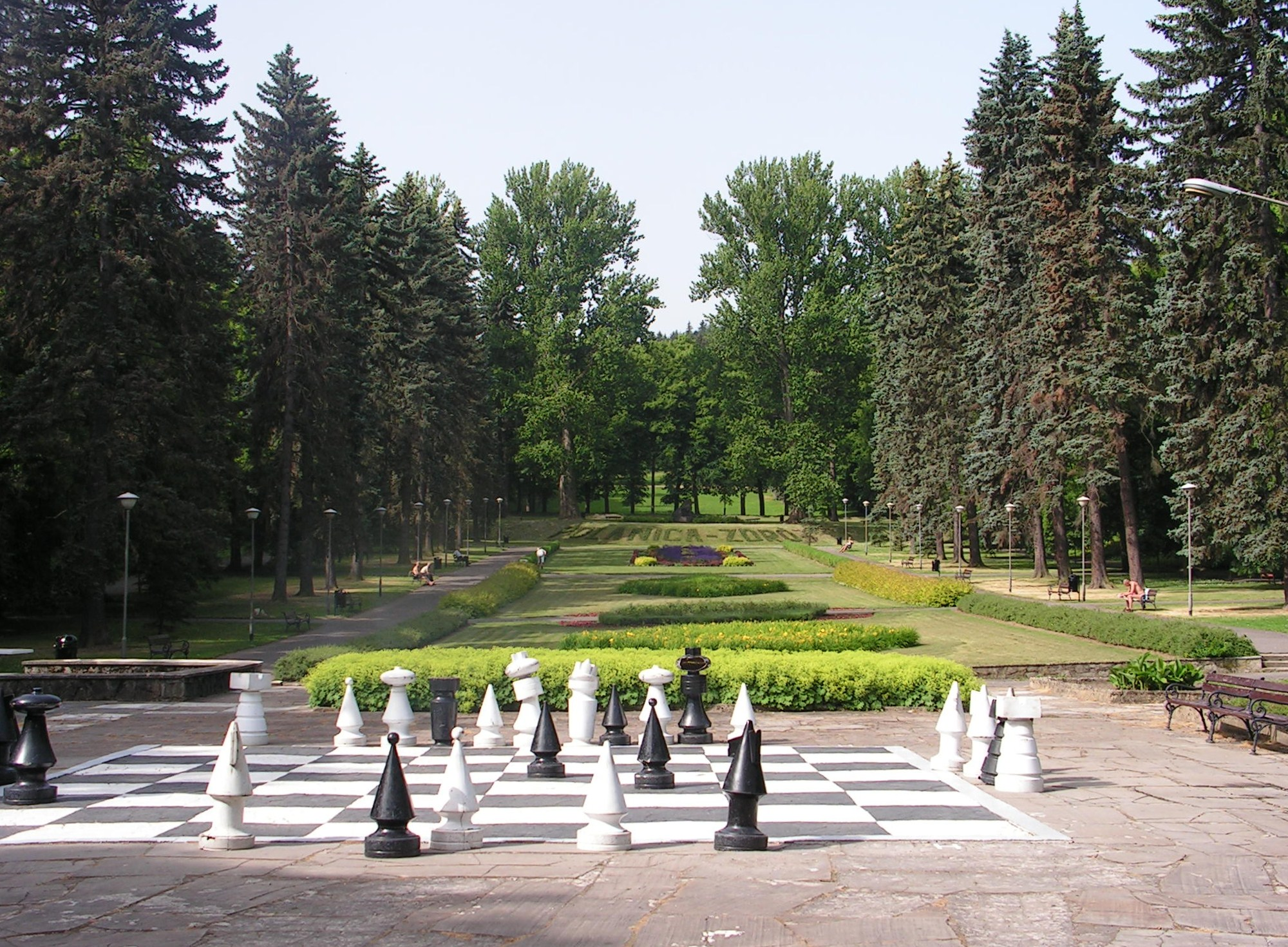
Parc de Polanica-Zdroj.

- Tomasz Warakomski (en 2015, 2017 et 2019)

2 victoires
- Vassily Smyslov (1966 et 1968)
- Jan Smejkal (1970 et 1972)
- Włodzimierz Schmidt (1973 et 1981)
- Oleg Romanichine (1980 et 1992)
- Boris Guelfand (1998 et 2000)
- Wojciech Moranda (2009 et 2013)

## Palmarès

### 1963 à 1989
| Édition Année | Édition Année | Vainqueur(s)                         | Fédération                       | Deuxième(s)                              | Troisième(s)                      | Notes                                | Joueurs |
| ------------- | ------------- | ------------------------------------ | -------------------------------- | ---------------------------------------- | --------------------------------- | ------------------------------------ | ------- |
| 1             | 1963          | Nikola Padevsky                      | (Bulgarie)                       | M. Czerniak                              | M. Matulović                      |                                      | 16      |
| 2             | 1964          | Andrzej Filipowicz Bruno Parma       | (Pologne) (Yougoslavie)          | B. Parma (au départage)                  | V. Hort                           |                                      | 16      |
| 3             | 1965          | Evgueni Vassioukov                   | (URSS)                           | P. Dely (au départage)                   | M. Matulovic                      |                                      | 14      |
| 4             | 1966          | Vassily Smyslov                      | (URSS)                           | L. Lengylel ; H. Liebert                 |                                   |                                      | 15      |
| 5             | 1967          | Semion Fourman                       | (URSS)                           | V. Hort, W. Uhlmann                      |                                   | 4e-6e : Z. Doda, S. Flohr A. Kolarov | 16      |
| 6             | 1968          | Vasily Smyslov                       | (URSS)                           | L. Kavalek                               | Z. Doda, N. Padevsky V. Simaguine |                                      | 16      |
| 7             | 1969          | László Bárczay                       | (Hongrie)                        | N. Kroguious                             | A. Saidy                          | 4e : B. Ivkov                        | 16      |
| 8             | 1970          | Jan Smejkal (Tchécoslovaquie)        | Jan Smejkal (Tchécoslovaquie)    | W. Schmidt                               | Igor Zaïtsev                      | 4e-5e : L. Chamkovitch A. Adorján    | 16      |
| 9             | 1971          | Helmut Pfleger Nikola Spiridonov     | (RFA) (Bulgarie)                 |                                          | L. Espig                          |                                      | 16      |
| 10            | 1972          | Jan Smejkal (Tchécoslovaquie)        | Jan Smejkal (Tchécoslovaquie)    | I. Vassioukov                            | A. Loutikov I. Razouvaïev         |                                      | 16      |
| 11            | 1973          | Włodzimierz Schmidt                  | (Pologne)                        | M. Dvoretski (au départage)              | J. Pribyl A. Filipowicz           |                                      | 14      |
| 12            | 1974          | Vladimir Karassiov                   | (URSS)                           | N. Kirov                                 | A. Souétine S. García Martínez    |                                      | 16      |
| 13            | 1975          | Youri Averbakh                       | (URSS)                           | J. Plachetka (au départage)              | Z. Doda                           | 4e-5e : W. Uhlmann R. Knaak          | 16      |
| 14            | 1976          | Guennadi Timochtchenko (URSS)        | Guennadi Timochtchenko (URSS)    | M. Knezevic, Y. Averbakh W. Schmidt      |                                   |                                      | 15      |
| 15            | 1977          | Vlastimil Hort (Tchécoslovaquie)     | Vlastimil Hort (Tchécoslovaquie) | A. Souétine                              | B. Goulko                         |                                      | 18      |
| 16            | 1978          | Mark Tseitline                       | (URSS)                           | U. Andersson, I. Dorfman M. Diesen       |                                   |                                      | 15      |
| 17            | 1979          | Iouri Razouvaïev                     | (URSS)                           | M. Filip                                 | R. Knaak, V. Jansa I. Faragó      |                                      | 16      |
| 18            | 1980          | Oleg Romanichine                     | (URSS)                           | L. Spassov, L. Barczay Jerzy Pokojowczyk |                                   |                                      | 14      |
| 19            | 1981          | Włodzimierz Schmidt                  | (Pologne)                        | V. Koupreïtchik                          | V. Tchekhov                       |                                      | 14      |
| 20            | 1982          | Lothar Vogt                          | (RDA)                            | P. Popović (au départage)                | I. Radulov K. Pytel               |                                      | 15      |
| 21            | 1983          | Viatcheslav Dydychko                 | (URSS)                           | Jiří Lechtýnský, I. Faragó               |                                   |                                      | 15      |
| 22            | 1984          | Guennadi Zaïtchik                    | (URSS)                           | G. Kouzmine, M. Tchibourdanidzé          |                                   | 4e : V. Eingorn                      | 16      |
| 23            | 1985          | Konstantin Lerner                    | (URSS)                           | Karel Mokrý C. Garcia Palermo            |                                   |                                      | 16      |
| 24            | 1986          | Péter Lukács                         | (Hongrie)                        | K. Lerner                                | Ralf Lau                          |                                      | 13      |
| 25            | 1987          | Uwe Bönsch                           | (RDA)                            | S. Dolmatov                              |                                   |                                      | 13      |
| 26            | 1988          | Aleksandr Tchernine Alexander Goldin | (URSS)                           |                                          | Milan Drasko                      |                                      | 15      |
| 27            | 1989          | Igor Novikov                         | (URSS)                           | S. Dvoïris                               | I. Smirin                         |                                      | 16      |

### Depuis 1990
| Édition Année                                | Édition Année | Vainqueur(s)                   | Fédération    | Deuxième(s)                | Troisième(s)                                        | Notes                         | Joueurs |
| -------------------------------------------- | ------------- | ------------------------------ | ------------- | -------------------------- | --------------------------------------------------- | ----------------------------- | ------- |
| Pas de mémorial Rubinstein organisé en 1990. |               |                                |               |                            |                                                     |                               |         |
| 28                                           | 1991          | Joël Lautier                   | (France)      | R. Kuczyński               | O. Romanichine                                      |                               | 12      |
| 29                                           | 1992          | Oleg Romanichine               | (Ukraine)     | V. Kortchnoï               | I. Dorfman, A. Tchernine                            |                               | 12      |
| 30                                           | 1993          | Gennadi Sosonko                | (Pays Bas)    | J. Hickl (au départage)    | Z. Ribli                                            |                               | 12      |
| 31                                           | 1994          | Ievgueni Motchalov             | (Biélorussie) |                            |                                                     | Tournoi open (système suisse) |         |
| 32                                           | 1995          | Veselin Topalov                | (Bulgarie)    | M. Krasenkow               | J. Ehlvest                                          |                               | 12      |
| 33                                           | 1996          | Aleksandr Beliavski            | (Slovénie)    | S. Roublevski              | P. Nikolić                                          |                               | 12      |
| 34                                           | 1997          | Sergueï Roublevski             | (Russie)      | B. Guelfand                | I. Bareïev                                          |                               | 10      |
| 35                                           | 1998          | Boris Guelfand                 | (Biélorussie) | A. Chirov                  | M. Krasenkow, V. Ivantchouk, P. Leko, S. Roublevski | A. Karpov finit 7e-8e         | 10      |
| 36                                           | 1999          | Loek van Wely                  | (Pays Bas)    | M. Gourevitch              | A. Onischuk                                         |                               | 10      |
| 37                                           | 2000          | Boris Guelfand                 | (Israel)      | A. Chirov                  | L. Van Wely                                         | 4e-5e : V. Ivantchouk         | 10      |
| 37                                           | 2000          | Pavel Eljanov                  | (Ukraine)     |                            |                                                     | Tournoi open (système suisse) | 182     |
| 38                                           | 2001          | Vladimir Baklan (au départage) | (Ukraine)     | Robert Kempinski (ex æquo) | Grest Gritsak (ex æquo)                             | Tournoi open (système suisse) | 139     |
| 39                                           | 2002          | Aleksandr Zoubarev             | (Ukraine)     | S. Vyssotchine             |                                                     | Tournoi open (système suisse) | 114     |
| 40                                           | 2003          | David Navara                   | (Ré. tchèque) | E. Miroshnichenko          |                                                     | Tournoi open (système suisse) | 98      |
| Pas de mémorial Rubinstein organisé en 2004. |               |                                |               |                            |                                                     |                               |         |
| 41                                           | 2005          | Paweł Czarnota                 | (Pologne)     | G. Gajewski                | M. Dziuba                                           | Tournoi open (système suisse) | 64      |
| 42                                           | 2006          | Robert Kempiński               | (Pologne)     | B. Soćko                   | Y. Kryvoroutchko                                    |                               | 10      |
| 43                                           | 2007          | Bartosz Soćko                  | (Pologne)     | Y. Kouzoubov               | T. Markowski                                        |                               | 10      |
| 44                                           | 2008          | Alexander Moiseenko            | (Ukraine)     | K. Mitoń                   | D. Świercz                                          |                               | 10      |
| 45                                           | 2009          | Wojciech Moranda               | (Pologne)     | T. Warakomski              | V. Sergueïev                                        | Tournoi open (système suisse) | 36      |
| 46                                           | 2010          | Kacper Piorun (au départage)   | (Pologne)     | Z. Strzemiecki (ex æquo)   |                                                     |                               | 12      |
| 47                                           | 2011          | Aleksander Hnydiuk             | (Pologne)     | Marcin Tazbir              | M. Sieciechowicz M. Kolosowski                      |                               | 10      |
| 48                                           | 2012          | Paweł Kowalczyk                | (Pologne)     | P.A. Thorarinsson          |                                                     | Tournoi open (système suisse) | 76      |
| 49                                           | 2013          | Wojciech Moranda               | (Pologne)     | Aleksander Miśta           | R. Kempinski S. Ovseïevitch                         | Tournoi fermé                 | 10      |
| 50                                           | 2014          | Vadim Chichkine                | (Ukraine)     | Miroslaw Grabarczyk        |                                                     | Tournoi open (système suisse) | 83      |
| 51                                           | 2015          | Tomasz Warakomski              | (Pologne)     | Andreï Kovalev             | Lukasz Cyborowski                                   | tournoi fermé                 | 10      |
| 52                                           | 2016          | Marcin Szelag                  | (Pologne)     | Vadim Chichkine            | Lukasz Cyborowski                                   | Tournoi open (système suisse) | 71      |
| 53                                           | 2017          | Tomasz Warakomski              | (Pologne)     | Vadim Chichkine            | Karol Kucza                                         | Tournoi open (système suisse) | 72      |
| 54                                           | 2018          | Artour Frolov                  | (Ukraine)     | Alekseï Tcherepov          |                                                     | Tournoi open (système suisse) | 89      |
| 55                                           | 2019          | Tomasz Warakomski              | (Pologne)     | Antoni Kozak               |                                                     | Tournoi open (système suisse) | 110     |
| 56                                           | 2020          | Sergueï Ovseïevitch            | (Ukraine)     | Petr Sabuk                 | Karol Kucza                                         | Tournoi open (système suisse) |         |
| 57                                           | 2021          | Kirill Chevtchenko             | (Ukraine)     | David Navara               | Kasper Piorun                                       | tournoi fermé                 | 10      |
| 58                                           | 2022          | Alexander Donchenko            | (Allemagne)   | Dimítrios Mastrovasílis    | Grzegorz Nasuta                                     | tournoi fermé                 | 10      |
| 59                                           | 2023          | Grzegorz Nasuta                | (Pologne)     | David Gavrilescu           | Robert Kempiński                                    | tournoi fermé                 | 10      |
| 60                                           | 2024          | Vincent Keymer                 | (Allemagne)   | David Navara               | Samuel Shankland                                    | tournoi fermé                 | 10      |